# Hagikaze
Hagikaze (jap. 萩風, はぎかぜ, ハギカゼ  pol. „Kwiecisty Wiatr”) – niszczyciel japońskiej Cesarskiej Marynarki Wojennej typu Kagerō z okresu II wojny światowej. Brał udział w działaniach od początku wojny na Pacyfiku. Zatopiony w nocy z 6 na 7 sierpnia 1943 roku przez amerykańskie niszczyciele podczas bitwy w zatoce Vella.

## Budowa
„Hagikaze” był siedemnastym okrętem z serii japońskich niszczycieli typu Kagerō. Były to duże niszczyciele, przystosowane do działań oceanicznych, o wyporności pełnej około 2600 ton, silnie uzbrojone w sześć dział kalibru 127 mm w dwudziałowych wieżach oraz osiem wyrzutni bardzo skutecznych torped kalibru 610 mm, z ośmioma dalszymi torpedami zapasowymi.
„Hagikaze” należał do drugiej grupy typu Kagerō, zamówionej w ramach programu z 1939 roku. Budowano go pod numerem 113. Poetycka nazwa, typowa dla japońskich okrętów, oznacza rodzaj wiatru, dosłownie: „wiatr wiejący zanim rozkwita koniczyna”.
Stępkę pod budowę okrętu położono 23 maja 1939 roku w stoczni Uraga Dock w Uraga (część Yokosuki), kadłub wodowano 18 czerwca 1940 roku, a okręt oddano do służby 31 marca 1941 roku.

## Służba
Po wejściu do służby „Hagikaze” został przydzielony do 4. Dywizjonu (Kuchikutai) 4. Eskadry Niszczycieli (Suirai Sentai) 2. Floty – wraz z „Maikaze”, „Arashi” i „Nowaki”. Pierwszym dowódcą był kmdr por. Yoshio Inoue.

### Działania pierwszego etapu wojny (1941–1942)
Przed rozpoczęciem działań II wojny światowej na Pacyfiku, okręt przypłynął 2 grudnia 1941 roku do Mako na Peskadorach. W pierwszym etapie wojny, „Hagikaze” ze swoim dywizjonem eskortował okręty sił głównych Zespołu Południowego wiceadmirała Nobutake Kondō, osłaniającego inwazję na Malaje, Filipiny, a następnie Holenderskie Indie Wschodnie. Od 4 grudnia operował wraz z flotą z Mako, eskortując też konwoje inwazyjne na Malaje, następnie od 18 stycznia 1942 roku operował z Palau i od 21 lutego z zatoki Staring na Celebesie. Od 25 lutego osłaniał zespół uderzeniowy lotniskowców w działaniach na południe od Jawy, m.in. w ataku lotniczym na Tjilatjap 5 marca. Od 27 marca eskortował zespół zaopatrzeniowy dla lotniskowców operujących na Oceanie Indyjskim, po czym 22 kwietnia powrócił do Yokosuki w Japonii, gdzie został dokowany.
Następnie, w dniach 4–5 czerwca 1942 roku, „Hagikaze” pod nowym dowódcą brał udział w osłonie lotniskowców wiceadmirała Nagumo podczas powietrzno-morskiej bitwy pod Midway. Wraz z bliźniaczym „Maikaze” ratował rozbitków z tonącego lotniskowca „Kaga”, po czym pomagał dobić torpedami ciężko uszkodzony „Akagi”. Od 9 czerwca do 12 lipca działał na północnym obszarze operacyjnym, eskortując tam lotniskowiec „Zuihō” i patrolując na południowy wschód od Aleutów.

### Rejon Wysp Salomona (1942–1943)

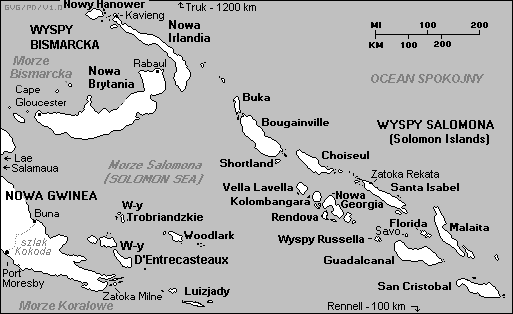
Rejon działań 1942–1943 (baza Truk leży poza mapą, ok. 1300 km na północ od Rabaulu)

14 lipca 1942 r. 4 Dywizjon Niszczycieli został włączony w skład 10. Eskadry Niszczycieli 3. Floty, operującej na obszarze archipelagu Wysp Salomona, gdzie toczyły się intensywne walki o Guadalcanal. Na początku sierpnia „Hagikaze” eskortował dwa transportowce wojska z Saeki (Hiroszima) na Saipan, a następnie Truk. W dniach 16–18 sierpnia wziął udział w nocnej misji transportu żołnierzy z Truk na Guadalcanal (nazywanej przez Amerykanów Tokyo Express), po której 19 sierpnia został poważnie uszkodzony przez lotnictwo amerykańskie. Bomba z bombowca B-17 zniszczyła wieżę artylerii nr 3 na rufie, powodując też zalanie magazynu amunicji, uszkodzenia steru i wałów napędowych, ograniczając prędkość do 6 węzłów. 33 osoby zginęły, a 13 zostało rannych. Dopiero 24 sierpnia niszczyciel dotarł z powrotem do Truk, eskortowany przez bliźniaczy „Arashi”. Po prowizorycznych naprawach, w dniach 1–8 października 1942 roku popłynął na remont do Yokosuki (pod koniec musiał być holowany przez niszczyciel „Yamagumo”).
Po remoncie, od 28 lutego 1943 roku do początku kwietnia „Hagikaze” eskortował okręty pomiędzy Japonią a Truk, a następnie między Truk a Rabaulem. 30 kwietnia i 4 maja pływał w nocnych misjach transportu żołnierzy z wyspy Shortland na Kolombangarę. W czerwcu eskortował lotniskowce „Chūyō” i „Unyō” z Truk do Yokosuki, a w dniach 10-15 lipca, pod nowym dowództwem, osłaniał płynący do Truk zespół floty z Japonii, po czym eskortował stamtąd zespół krążowników i transportowiec wodnosamolotów „Nisshin” z wojskiem  do Rabaulu. 21–22 lipca eskortował „Nisshin” w rejsie transportowym wojska na wyspę Shortland, będąc okrętem flagowym dowódcy całego 10. Dywizjonu Niszczycieli kontradmirała Morikazu Osugi, a po zatopieniu „Nisshin” przez lotnictwo, brał udział w ratowaniu rozbitków. 27 lipca „Hagikaze” wyruszył w nocną misję transportu wojska z Rabaulu do zatoki Rekata (wyspa Santa Isabel), a 1 sierpnia – na Kolombangarę.
Podczas powtórnej operacji transportu wojska na Kolombangarę 6 sierpnia 1943 roku, „Hagikaze” był okrętem flagowym dowódcy 4. Dywizjonu komandora Kaju Sugiury. Tuż przed północą w nocy z 6 na 7 sierpnia doszło do bitwy w Zatoce Vella, między wyspami Vella Lavella i Kolombangara, w której „Hagikaze” został zatopiony przez amerykańskie niszczyciele USS „Dunlap”, USS „Craven” i USS „Maury”, w rejonie pozycji 7°50′S 156°55′E/-7,833333 156,916667, wraz z niszczycielami „Arashi” i „Kawakaze”. „Hagikaze”, prowadzący szyk, został trafiony dwiema torpedami, a następnie dobity artylerią i zatonął ok. 0.18. Zginęło 178 członków załogi, ocaleli m.in. dowódca okrętu kmdr ppor. Masahiro Makoshi i dowódca dywizjonu kmdr Kaju Sugiura. 15 października 1943 roku okręt został oficjalnie skreślony z listy floty.

## Dowódcy
| 1. | kmdr por. Yoshio Inoue      | – 1941 r. – 5 maja 1942 r.                |
| 2. | kmdr por. Juichi Iwagami    | – 5 maja 1942 r. – 8 września 1942 r.     |
| 3. | kmdr ppor. Kenji Hatano     | – 8 września 1942 r. – 16 czerwca 1943 r. |
| 4. | kmdr ppor. Masahiro Makoshi | – 16 czerwca 1943 r. – 6 sierpnia 1943 r. |

## Dane techniczne
Opis konstrukcji i szczegółowe dane – w artykule niszczyciele typu Kagerō. Poniżej dane ogólne dla niszczycieli tego typu.
- wyporność:
  - standardowa: 2033 t
  - pełna: ok. 2600 t
- wymiary:
  - długość całkowita: 118,5 m
  - długość na linii wodnej: 116,2 m
  - szerokość: 10,8 m
  - zanurzenie: 3,8 m
- napęd: 2 turbiny parowe o mocy łącznej 52 000 KM, 3 kotły parowe (ciśnienie pary 30 at), 2 śruby
- prędkość maksymalna: 35 w.
- zasięg: 5000 mil morskich przy prędkości 18 w.
- zapas paliwa: 500 t
- załoga: 240

### Uzbrojenie i wyposażenie
- 6 dział 127 mm w wieżach dwudziałowych (3 x II).
  - długość lufy – L/50 kalibrów, kąt podniesienia 55°
- 4 działka przeciwlotnicze 25 mm Typ 96 (2 x II)
- 8 wyrzutni torpedowych 610 mm Typ 92 (2 x IV, 16 torped Typu 93)
- 2 miotacze bomb głębinowych (16 bomb głębinowych)